# خوان بناویدس (وزنه‌بردار)
خوان بناویدس (اسپانیایی: Juan Benavides‎؛ زادهٔ ۵ فوریهٔ ۱۹۴۲) وزنه‌بردار اهل کوبا بود. وی در بازی‌های المپیک تابستانی ۱۹۶۸ شرکت کرده‌است.